# Бутузов, Евгений Иванович
Евгений Иванович Бутузов — советский хозяйственный, государственный и политический деятель, Герой Социалистического Труда.

## Биография
Родился в 1909 году в Гродненской губернии. Член КПСС.
С 1933 года — на хозяйственной, общественной и политической работе. В 1933—1975 гг. — на различных инженерных должностях, начальник отдела технического контроля (ОТК), парторг ЦК ВКП(б), директор завода № 50 имени М. В. Фрунзе Министерства сельскохозяйственного машиностроения СССР, директор завода имени Масленникова Министерства машиностроения СССР.
Указом Президиума Верховного Совета СССР от 26 апреля 1971 года присвоено звание Героя Социалистического Труда с вручением ордена Ленина и золотой медали «Серп и Молот».
Умер в Куйбышеве в 1980 году.
Бутузов Евгений Иванович. Сайт «Герои страны». Дата обращения: 17 апреля 2019.